# Plebejus obscurus
Plebejus obscurus är en fjärilsart som beskrevs av Johannes Karl Max Röber 1886. Plebejus obscurus ingår i släktet Plebejus och familjen juvelvingar. Inga underarter finns listade.